# Cantó de Saint-Amand-les-Eaux-Marge dret
El cantó de Saint-Amand-les-Eaux-Marge dret és una divisió administrativa francesa, situada al departament del Nord i la regió dels Alts de França.

## Composició
El cantó de Saint-Amand-les-Eaux-Marge dret aplega les comunes següents :
- Bruille-Saint-Amand
- Château-l'Abbaye
- Flines-lès-Mortagne
- Hasnon
- Mortagne-du-Nord
- Raismes
- Saint-Amand-les-Eaux

## Història
| Date d'elecció                        | Identitat | Partit |
| ------------------------------------- | --------- | ------ |
| 1998-                                 | René Cher | PCF    |
| Les dades anteriors no són conegudes. |           |        |
|                                       |           |        |

## Demografia
| 1962 | 1968 | 1975 | 1982 | 1990 | 1999   | 2006   |
| ---- | ---- | ---- | ---- | ---- | ------ | ------ |
| -    | -    | -    | -    | -    | 31.339 | 31.082 |